# Сельское поселение «Кадахтинское»
Се́льское поселе́ние «Кадахтинское» — муниципальное образование в Карымском районе Забайкальского края Российской Федерации.
Административный центр — село Кадахта.

## История
Статус и границы сельского поселения установлены Законом Читинской области от 19 мая 2004 года «Об установлении границ, наименований вновь образованных муниципальных образований и наделении их статусом сельского, городского поселения в Читинской области».
Закон Забайкальского края от 25 декабря 2013 года № 922-ЗЗК «О преобразовании и создании некоторых населенных пунктов Забайкальского края»:

Преобразовать следующие населенные пункты:
5) на территории Карымского района село Кадахта путём выделения, не влекущего изменения границ сельского поселения «Кадахтинское», сельских населенных пунктов с отнесением их к категории сел с предполагаемыми наименованиями — Северная Кадахта и Золотуево;

## Население
| 2010  | 2011  | 2012  | 2013  | 2014  | 2015  | 2016  |
| ----- | ----- | ----- | ----- | ----- | ----- | ----- |
| 1020  | ↘1016 | ↗1036 | ↗1057 | ↗1071 | ↗1075 | ↘1064 |
| 2017  | 2018  | 2019  | 2020  | 2021  |       |       |
| ↘1050 | ↗1051 | ↘1044 | ↘1037 | ↗1131 |       |       |

## Состав сельского поселения
| № | Населённый пункт | Тип населённого пункта       | Население |
| - | ---------------- | ---------------------------- | --------- |
| 1 | Золотуево        | село                         |           |
| 2 | Кадахта          | село, административный центр | ↘1041     |
| 3 | Северная Кадахта | село                         |           |